# Antonius von Mainersberg
Antonius von Mainersberg, OSB (* 24. Februar 1674 in Graz; † 29. September 1751 in Admont), war ein salzburgischer römisch-katholischer Geistlicher und von 1718 bis 1751 Abt der Benediktinerabtei St. Blasius zu Admont.

## Leben und Wirken

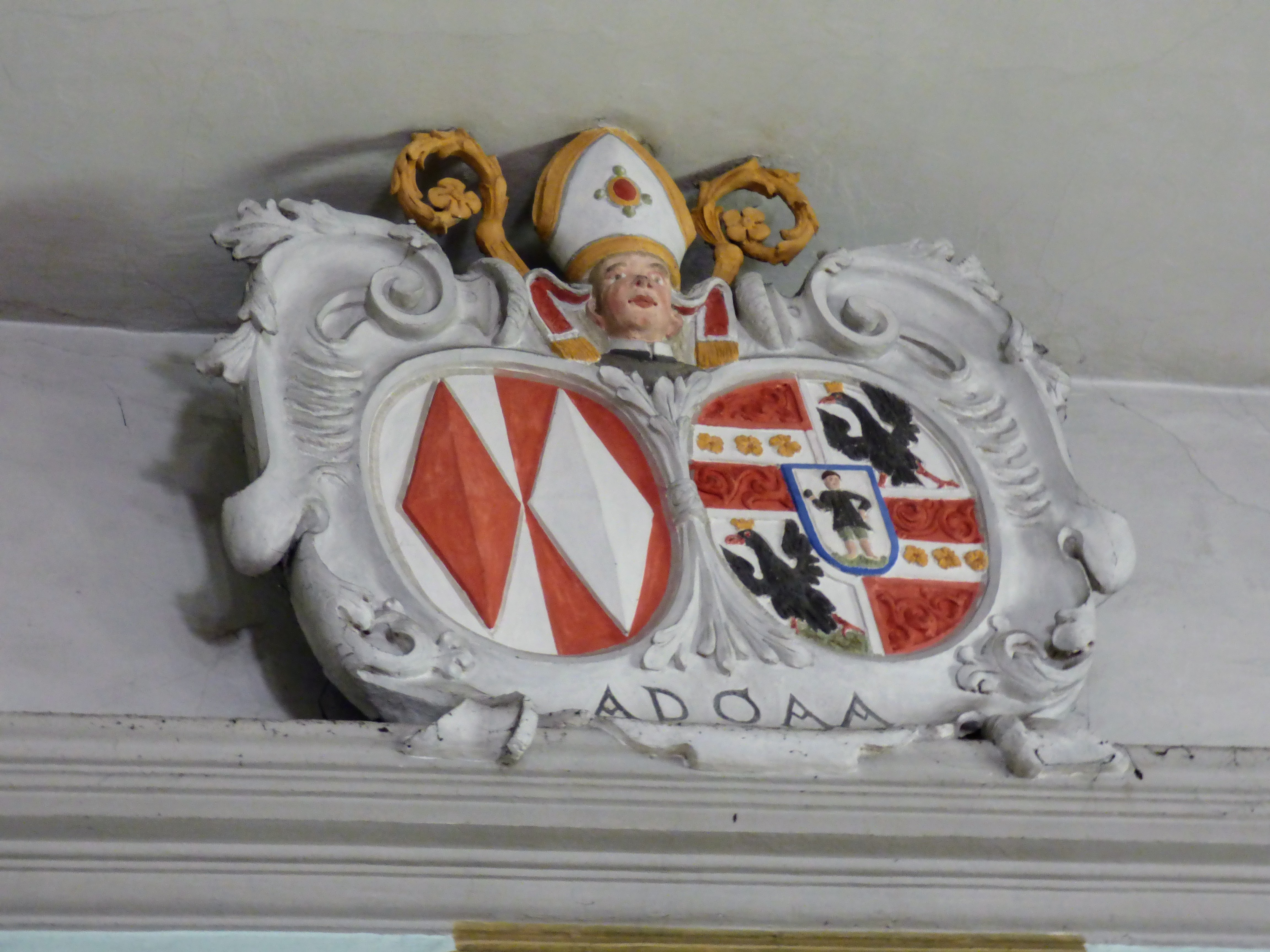
Wappen des Antonius von Mainersberg in Sankt Michael

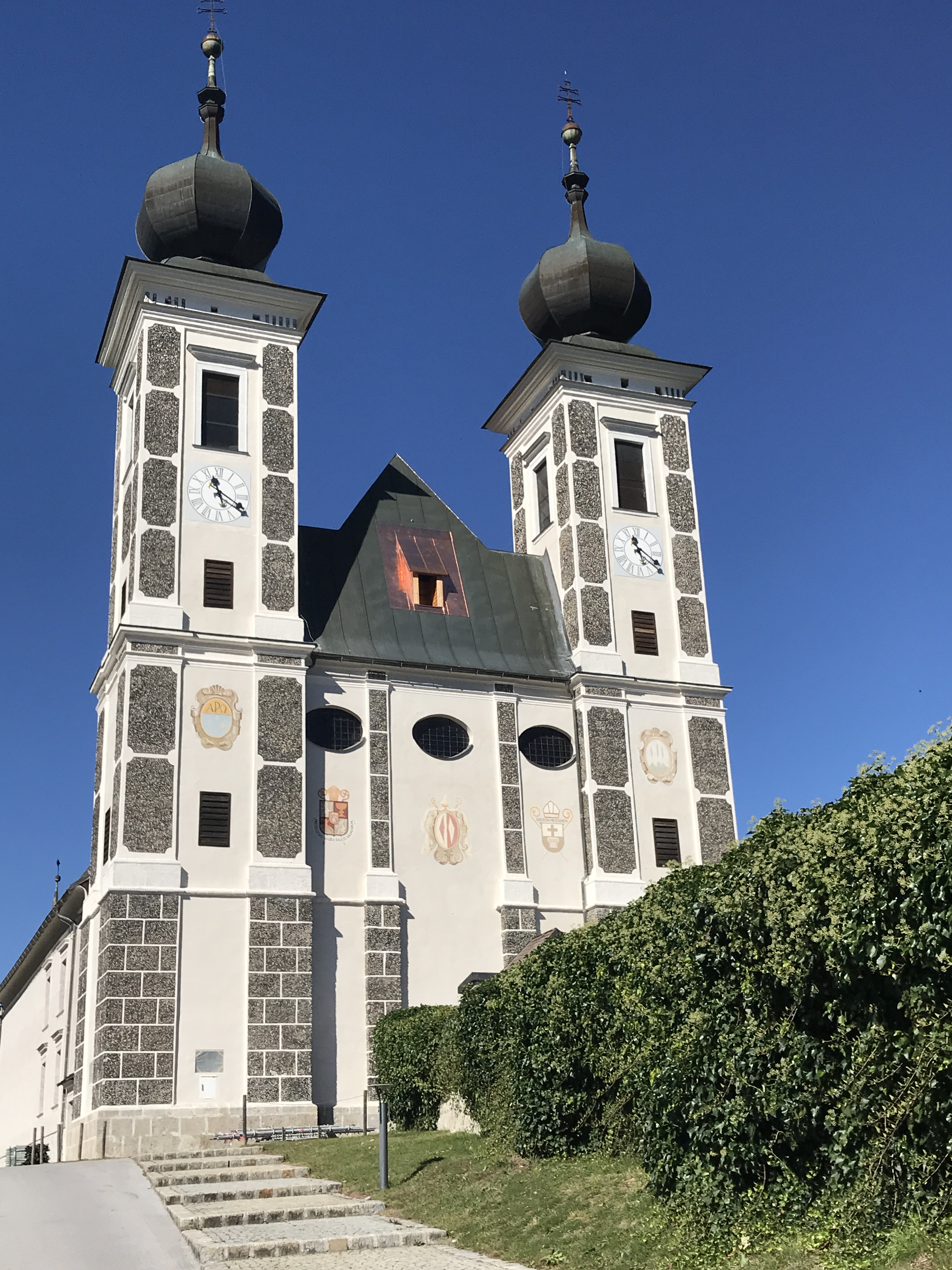
Ostfassade der Wallfahrtskirche Frauenberg an der Enns

Antonius von Mainersberg wurde als Sohn des Eggenberger Rentmeisters Andreas von Mainersberg, der seinen Namen vom Grazer Adelssitz Stöckl Mainersberg führte, und seiner Frau Magdalena Mülpacher geboren. Von seinen sieben Brüdern trat einer dem Franziskanerorden bei, drei weitere gehörten dem Jesuitenorden an.
1691 legte er seine Profess in Admont ab und studierte anschließend an der Jesuitenuniversität Graz Theologie und Philosophie. Nach seiner Priesterweihe 1698 wurde er zunächst Kaplan in der Wallfahrtskirche Frauenberg an der Enns, 1704–1707 Stiftsökonom, 1706–1717 Kämmerer und 1717–1718 Prior des Stifts. 1718 wurde Antonius von Mainersberg zum 53. Abt des Stifts Admont gewählt. 1736 wurde er anstelle des erkrankten und 1737 verstorbenen Abts Kilian Werlein mit der kommissarischen Verwaltung des Stifts St. Lambrecht beauftragt. Während seines Abbatiats kam es 1739 in Trieben „wegen der Rekrutierungen und der Wildererverfolgung“ zu einem Aufstand, der sich auch gegen das Stift Admont richtete.
Die Haupttätigkeit von Abt Antonius von Mainersberg lag auf dem Gebiet des Bauschaffens und der Kunstförderung. An der Wallfahrtskirche Frauenberg ließ er die beiden Osttürme erbauen, 1719 ein neues Geläut anschaffen und 1724 die große Pilgerherberge (das heutige Pflegeheim St. Benedikt) errichten. Für den Erweiterungsbau der admontischen Propstei Gstatt bei Öblarn verpflichtete Anton von Mainersberg 1725 den Linzer Barockbaumeister Johann Michael Prunner.
Um 1735 begann vor allem der großangelegte barocke Ausbau des Stifts durch Johann Gotthard Hayberger. Ein größeres Bauvolumen stellte daneben die Bautätigkeit an den zahlreichen dem Stift Admont inkorporierten Pfarrkirchen dar. 1735 erfolgte der Neubau der beiden Kirchen St. Jakob und St. Oswald in Freiland durch Josef Carlone, 1737 der Neubau der Pfarrkirche St. Martin am Grimming, 1737 die Erweiterung der Pfarrkirche von St. Anna am Lavantegg, 1739 die Erweiterung der Pfarrkirche St. Gallen, für die Jakob Prandtauer einen Kostenvoranschlag eingereicht hatte, 1740 die Weihe der neugebauten Pfarrkirche Hall bei Admont, die Umgestaltung der Pfarrkirche Wildalpen, 1742 der Chorneubau der Pfarrkirche Kalwang. An der Wallfahrtskirche Maria Altötting in Winklern wurden 1740 bis 1747 Kirchturm und Sakristei zugefügt.
Dem Bildhauer Josef Thaddäus Stammel ermöglichte er einen siebenjährigen Studienaufenthalt in Italien, nach der Rückkehr 1726 schuf dieser die Statuen St. Joachim und Anna für den Marienaltar der Stiftskirche. In der Folgezeit schuf Stammel 1738 bis 1740 den Hochaltar für die Schlosskirche St. Martin bei Graz, 1740 einen neuen Gnadenaltar für Frauenberg, anschließend bis 1747 den Hochaltar für Maria Altötting in Winklern. 1751 entstand die Stammel-Krippe in Kalwang.
Durch die Goldschmiede Georg und Jakob Friedrich Gutermann in Augsburg ließ er einen vergoldeten Silbertabernakel mit Engelsskulpturen und ein getriebenes Relief des hl. Josef erstellen. Bereits 1740 unterbreitete Bartolomeo Altomonte ein erstes Konzept für die Ausmalung der erst unter dem Nachfolger von Abt Mainersberg, Matthäus Offner, 1776 vollendeten Stiftsbibliothek Admont.
Das nicht immer identisch ausgeformte Wappen des Abtes Anton von Mainersberg zeigt im gevierteten Schild jeweils einen gekrönten (gelegentlich halbierten) Adler und einen mit drei Rosen belegten (horizontalen oder schrägstehenden) Balken sowie im Herzschild einen Mann mit ausgestreckten Armen, in der Rechten einen Granatapfel als Symbol des Priesterstandes, in der Linken gelegentlich einen Laubkranz haltend.